# Vejle (commune)
Pour les articles homonymes, voir Vejle (homonymie).

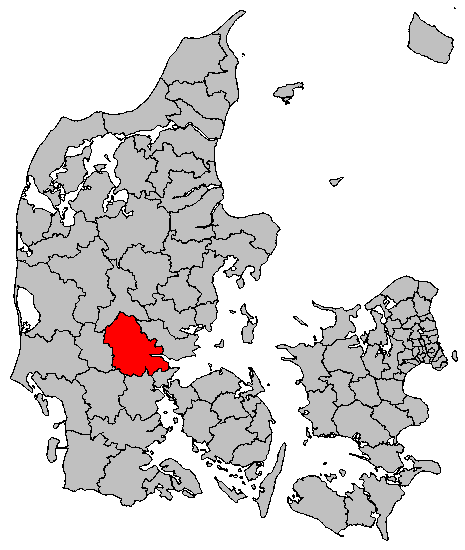
La commune de Vejle

Vejle est une commune du Danemark située dans la région du Danemark-du-Sud. C’est également le nom de son chef-lieu, et le nom d’une ancienne commune (entre 1970 et 2006 ; voir plus bas).

## Formation
La commune de Vejle est le résultat du regroupement de :
- l’ancienne commune de Børkop qui rassemblait les paroisses de : Gauerslund, Gårslev, Skærup et Smidstrup ;
- l’ancienne commune de Egtved qui rassemblait les paroisses de : Bredsten, Egtved, Jerlev, Nørup, Randbøl, VesterNebel, Ødsted et ØsterStarup ;
- l’ancienne commune de Give qui rassemblait les paroisses de : Gadbjerg, Give, Givskud, Lindeballe, Ringive, Thyregod, Vester, ØsterNykirke, GiveBirk et EnkelundBirk ;
- l’ancienne commune de Jelling qui rassemblait les paroisses de : Hvejsel, Jelling, Kollerup et Vindelev ;
- l’ancienne commune de Vejle, qui rassemblait les paroisses de : Bredballe Sogn, Engum Sogn, Hornstrup Sogn, Hover Sogn, Højen Sogn, Mølholm Sogn, Nørremarks Sogn, Sankt Johannes Sogn, Sankt Nikolaj Sogn, Skibet Sogn, Vinding Sogn et Vor Frelsers Sogn.

## Politique
| Période                                  | Période          | Identité                   | Étiquette         | Qualité |
| ---------------------------------------- | ---------------- | -------------------------- | ----------------- | ------- |
| 1er janvier 2007                         | 31 décembre 2009 | Leif Skov (da)             | Social-démocratie |         |
| 1er janvier 2010                         | 28 février 2017  | Arne Sigtenbjerggaard (da) | Venstre           |         |
| 1er mars 2017                            |                  | Jens Ejner Christensen     | Venstre           |         |
| Les données manquantes sont à compléter. |                  |                            |                   |         |

## Liens
- voir aussi la ville de Vejle